# 諾克斯海岸

諾克斯海岸在南極洲的位置

諾克斯海岸是南極洲的海岸，位於威爾克斯地，處於霍登角和哈奇群島之間，在1840年2月由美國的探險隊發現，最高點海拔高度1,500米的邦傑山脈。
66°30′S 105°0′E / 66.500°S 105.000°E